# 胸苷
胸苷（Thymidine），是一種醣甘胺（glycosylamine）分子，組成物是鹼基加上核糖。自然界存在的形式其實是去氧胸苷（Deoxythymidine），即鹼基加上環狀去氧核糖，屬於嘧啶類去氧核糖核苷，通常為DNA專有，是DNA的原料之一。
基於上述理由，自然界存在的“化學結構定義的去氧胸苷”，反而常被稱為胸苷；而“化學結構定義的胸苷”，常被稱為5-甲基尿苷（5-Methyluridine，m5U）或核糖胸苷（ribothymidine）。
| 核碱基   | 核糖核苷              | 去氧核糖核苷    |
| -------- | --------------------- | --------------- |
| 胸腺嘧啶 | （核糖）胸苷 T 或 m5U | （去氧）胸苷 dT |